# Ryszard Załuska
Ryszard Władysław Załuska (ur. 27 czerwca 1947 w Romanowie) – polski samorządowiec, nauczyciel, w latach 2002–2006 prezydent Ostrołęki.

## Życiorys
Syn Henryka. Ukończył studia w Wyższej Szkole Inżynierskiej w Białymstoku oraz w Wyższej Szkole Pedagogicznej w Opolu. Przez 18 lat pracował w Zespole Szkół Zawodowych nr 1 w Ostrołęce jako nauczyciel, następnie w latach 1985–1988 pełnił funkcję dyrektora tej placówki. Od 1988 do 1998 zajmował stanowisko kuratora oświaty w województwie ostrołęckim, następnie do 2002 pracował w starostwie powiatu ostrołęckiego.
Po pierwszych bezpośrednich wyborach samorządowych w 2002 objął urząd prezydenta Ostrołęki. W 2006 bez powodzenia ubiegał się o reelekcję, przegrywając drugą turę wyborów z Januszem Kotowskim. W 2007 bezskutecznie kandydował do Senatu z ramienia LiD. W wyborach samorządowych w 2010 ponownie bezskutecznie ubiegał się o urząd prezydenta miasta.
W 1997 otrzymał Krzyż Kawalerski Orderu Odrodzenia Polski.